# 팻 클라이언트

팻 클라이언트의 한 형태인 타워형 개인용 컴퓨터의 일러스트레이션.

팻 클라이언트(영어: fat client)는 중앙 서버와 독립하여 풍부한 기능을 제공하는 클라이언트-서버 구조나 네트워크의 컴퓨터 (클라이언트)이다. "클라이언트"나 "식 클라이언트"(thick client)로 알려져 있는 이 이름의 반의어는 신 클라이언트이며, 이는 서버의 애플리케이션에 매우 의존적인 컴퓨터를 뜻한다.

## 같이 보기
- 신 클라이언트